# Sílvio Romero

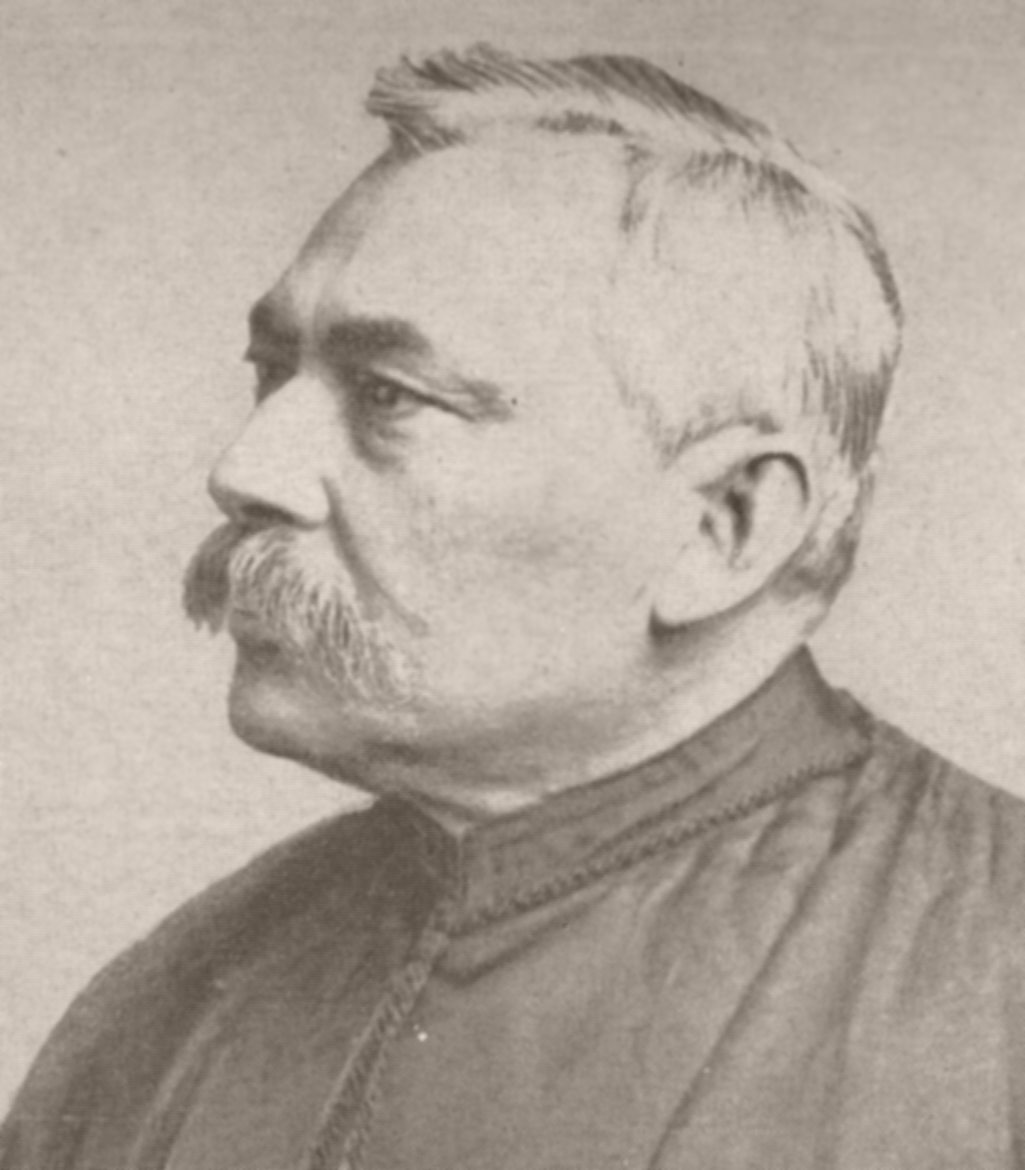
Sílvio Romero

Sílvio Vasconcelos da Silveira Ramos Romero (* 21. April 1851 in Lagarto, Bundesstaat Sergipe; † 18. Juni 1914 in Rio de Janeiro) war ein brasilianischer Intellektueller des Kaiserreichs und den Anfängen der Alten Republik. Er war Rechtsanwalt, Journalist, Literaturkritiker und -historiker, Essayist, Dichter, Philosoph, Soziologe und Politiker. Politisch war er republikanisch eingestellt.

## Leben
Romero wurde in dem kleinen Ort Vila do Lagarto (heute Lagarto) in der Provinz Sergipe im Nordosten Brasiliens geboren. Seine Eltern waren der portugiesische Kaufmann André Ramos Romero und Maria Joaquina Vasconcelos da Silveira. Romero besuchte ab 1868 die Faculdade de Direito do Recife (Rechtsfakultät) und diplomierte 1873. Mit seinen Zeitgenossen Tobias Barreto, Clóvis Beviláqua und Euclides da Cunha war er einer der bedeutendsten Vertreter der philosophischen Escola do Recife. Ab den 1870er Jahren schrieb er Literaturkritiken für verschiedene Zeitungen in Pernambuco und Rio de Janeiro.
1878 debütierte er als Lyriker mit dem Band Cantos do Fim do Século, im gleichen Jahr erschien sein A Filosofia no Brasil, eine Sammlung von Aufsätzen der Jahre 1869 bis 1876. Als Lyriker wird er der dritten Generation der brasilianischen Romantik zugerechnet, scheute sich aber nicht, gegen andere Vertreter zu polemisieren. Romero galt als umstrittener, sarkastischer Kritiker und heftig in seinen Äußerungen. Antonio Candido bemerkt in seinem O método crítico de Sílvio Romero (1963), „Kritik bedeutet für ihn [Romero] nicht nur, eine umfassende Analyse und Überarbeitung von Werten, Literatur und Künsten vorzunehmen, sondern auch abzureißen, was er als anachronistisch oder im Widerspruch zur kulturellen Entwicklung ansieht.“
Philosophisch war er zunächst von Immanuel Kant beeinflusst, in der Zeit an der als brasilianisches Zentrum des Positivismus geltenden Escola do Recife (Schule von Recife) kamen weitere europäische Einflüsse von Sozialtheoretikern wie Fréderic Le Play und die evolutionären Ideen des Herbert Spencers hinzu. Sozialdarwinismus und Ganzheitslehre wurden bestimmend für seine Themen in Geschichte und brasilianische Zivilisationsentwicklung.
Nachdem seine 1879 geschriebene Dissertation Interpretação filosófica na evolução dos fatos históricos (Die philosophische Interpretation historischer Tatsachen) angenommen worden war, erhielt Romero den Lehrstuhl für Philosophie am Colégio Pedro II in Rio de Janeiro und unterrichtete dort bis 1910 Philosophie.
Seine Dichterkarriere endete bereits 1883 mit dem Erscheinen seines zweiten Lyrikbands Últimos harpejos. 1888 erschien in zwei Bänden seine auch als Opus magnum anzusehende História da literatura brasileira (Geschichte der brasilianischen Literatur). 1897 zählte er mit Machado de Assis zu den Mitbegründern der Academia Brasileira de Letras und hatte dort den Stuhl 17. Romero gilt heute zusammen mit José Veríssimo und Araripe Júnior als einer der Schöpfer der Literaturkritik in Brasilien.
Nach der Gründung der Republik war er von 1900 bis 1902 Abgeordneter im brasilianischen Parlament für seinen Heimatstaat, er war dort Generalberichterstatter der Kommission zur Überprüfung des Zivilgesetzbuches (Código Civil).

## Nachwirken
Romeo erfährt bis heute eine anhaltende Rezeption, was sich in zahlreichen Abhandlungen zu seinem Werk und Denken zeigt. 1951 wurde das Centro Acadêmico Silvio Romero (CASR) an der Universidade Federal de Sergipe nach ihm benannt. Mehrere Straßen, Plätze und Schulen in Brasilien tragen seinen Namen.

## Schriften
Das Centro de Documentação do Pensamento Brasileiro veröffentlichte 1999 eine Bibliografie seiner Werke und der bis dahin wichtigeren Sekundärliteratur. Romero hinterließ ein überaus umfangreiches Gesamtwerk. Bisher ist keine seiner Schriften ins Deutsche übersetzt worden.

### Philosophie, Politik, Soziologie
- A philosofia no Brasil. Ensaio crítico. Tipografia de Deutsche Zeitung, Porto Alegre 1878. (Digitalisat).
- Interpretação filosófica na evolução dos fatos históricos. Rio de Janeiro 1880. (Schrift für den Philosophischen Lehrstuhls des Colégio Pedro II).
- Ensaios de philosophia do direito. Companhia Impressora, Recife 1885. – 2. Auflage Rio de Janeiro 1908 sowie weitere Nachdrucke.
- Doutrina contra doutrina. O evolucionismo e o positivismo no Brasil. Editor J. B. Nunes, Rio de Janeiro 1894.[5] (Digitalisat). – 2. Auflage 1895.
- Obra filosófica. José Olympio, Rio de Janeiro 1969. (Documentos brasileiros; 139). (Einführung und Auswahl von Luís Washington Vita).
- Ensaios de crítica parlamentar. Moreira Máximo & Cia., Rio de Janeiro 1883.
- As formas principaes da organização republicana. Rio de Janeiro 1888.
- Parlamentarismo e presidencialismo na república brasileira. Cartas ao conselheiro Rui Barbosa. Companhia Impressora, Rio de Janeiro 1893. (Digitalisat). – Neuausgabe: Senado Federal, Brasília 1979.
- Discursos. Livraria Chardron, Porto 1904.
- O alemanismo no sul do Brasil. Seus perigos e meios de os conjurar. Typ. Heitor Ribeiro, Rio de Janeiro 1906.
- O Brasil social. Vistas sintéticas obtidas pelos processos de La Play. Typ. Jornal do Commercio, Rio de Janeiro 1907.
- Geografia da politicagem. Rio de Janeiro 1909.
- Bancarrota do regime federativo na república brasileira. Rio de Janeiro 1910.
- Provocações e debates. Contribuição para o estudo do Brasil social. Livraria Chardron, Porto 1910. (Digitalisat).
- O castilhismo no Rio Grande do Sul. Rio de Janeiro 1910.
- O Brasil na primeira década do século XX. Typ. da „A Editora Limitada“, Lisboa 1912.
- O remédio. Rio de Janeiro 1914.
- A união do Paraná e Santa Catarina. O Estado de Iguassú. Escola Typ. Salesiana, Niterói 1916. (Auszüge eine Artikelreihe in der A ‘Época von 1912, Vorwort von Arthur Guimarães).
- Hildon Rocha (Hrsg.): Realidade e ilusões no Brasil. Parlamentarismo e presidencialismo e outros ensaios. Editora Vozes, Petrópolis 1979.
- O Brasil social e outros estudos sociológicos. Senado Federal, Brasília 2001. (Biblioteca Básica Brasileira).

### Literarische Studien
- A poesia contemporânea. Recife 1869.
- A literatura brasileira e a crítica moderna. Ensaio de generalização. Imp. Industrial de João Paulo Ferreira Dias, Rio de Janeiro 1880.
- Introducção à história da litteratura brasileira. Rio de Janeiro 1882. (Digitalisat).
- O naturalismo em literatura. Tipografia da Província de São Paulo, São Paulo 1882. (Digitalisat).
- Valentim Magalhães. Estudos críticos. Tipografia da Escola, Rio de Janeiro 1885. (Digitalisat).
- Estudos de literatura contemporânea. Páginas de crítica. Laemmert, Rio de Janeiro 1885.
- História da literatura brasileira. 2 Bände. H. Garnier, Rio de Janeiro 1888.   – 2., vermehrte Auflage 1902. (Digitalisat Band 1) – 3. Auflage 1943 in 5 Bänden.
  - História da literatura brasileira. 5. Auflage. José Olympio, Rio de Janeiro 1953. 5 Bände.
    -  Excerpto da „História da Litteratura Brasileira“ Relativo à immigração e ao futuro da raça portugueza no Brazil. Rio de Janeiro 1891. (Auszüge)
- Luiz Murat. estudo. Leuzinger, Rio de Janeiro 1891.´
- Machado de Assis. Estudo comparativo da litteratura brasileira. Laemmert, Rio de Janeiro 1897. (Digitalisat). – 2. Auflage 1936.
- Novos estudos da litteratura contemporânea. H. Garnier, Rio de Janeiro 1898. (Digitalisat).
- Martins Penna. Ensaio crítico. Com um estudo de Arthur Orlando sobre o autor de História da Literatura Brasileira. Lisboa 1900.
- A literatura brasileira. Band 1. Imprensa Nacional, Rio de Janeiro 1900.
- Ensaios de sociologia e literatura. H. Garnier, Rio de Janeiro 1901.
- O Duque de Caxias e a integridade do Brasil. Laemmert, Rio de Janeiro 1903. (Digitalisat).
- Parnaso sergipano. 2 Bände. Typ. do „O Estado de Sergipe“, Aracajú 1899–1904. (Digitalisat Band 1) (Digitalisat Band 2).
- Passe recibo (réplica a Teófilo Braga). Prefácio e Direção Augusto Franco. Imprensa Oficial do Estado de Minas Gerais, Belo Horizonte 1904.
- Evolução da literatura brasileira; vista sintética.  Campanha, 1905.
- Outros estudos de literatura contemporânea. Tipografia da A Editora, Lisboa 1905. (Digitalisat).
- Compêndio da história da literatura Brasileira. Livraria Francisco Alves, Rio de Janeiro: 1906. (Zusammen mit João Ribeiro).  – 2. Auflage 1909.
- Quadro sintético da evolução dos gêneros na literatura brasileira.  Livraria Chardron, Porto 1909.
- Da crítica e sua exata definição. Imprensa Nacional, Rio de Janeiro 1909.
- Zéverissimações ineptas da crítica. Repulsas e desabafos. Comércio do Porto, Porto 1909. (Digitalisat).
- Minhas contradições. Livraria Catilina, Bahia 1914.
- Antonio Candido (Hrsg.): Teoria, crítica e história literária. EDUSP, São Paulo 1978.

### Sammlungen und Volkskultur
- Etnologia selvagem. Estudo sobre a memória „Região e raças selvagens do Brasil“. Recife 1875. (Digitalisat).
- Cantos populares do Brasil. 2 Bände. Nova Livraria Internacional, Lisboa 1893. (Einführung und Anmerkungen von Theofilo Braga) – 2. Auflage 1894.
- Lucros e perdas. Crônica mensal dos acontecimentos. Rio de Janeiro 1883. (6 Monatsausgaben in einem Band) (Digitalisat).
- Uma esperteza. Os cantos e contos populares do Brasil e o Sr. Theophilo Braga. Rio de Janeiro 1887. (Digitalisat).
- Estudos sobre a poesia popular do Brasil. Laemmert, Rio de Janeiro 1888. – 2. Ausgabe. Editora Vozes, Petrópolis 1977. (Coleção Dimensão do Brasil; 8).

### Lyrik
- Cantos do fim do século. Poesia. Tipografia Fluminense, Rio de Janeiro 1878.
- Últimos harpejos. Fragmentos poéticos. Carlos Pinto, Porto Alegre 1883.

### Geschichte
- Etnografia brazileira. Estudos críticos sobre Couto de Magalhães, Barbosa Rodrigues, Theophilo Braga e Ladislão Netto. Livraria Clássica de Alves & Cia, Rio de Janeiro 1888. ().
- A história do Brasil ensinada pela biografia dos seus heróis. Francisco Alves, Rio de Janeiro 1890. – 2. erweiterte Auflage 1892.
- O antigo direito em Espanha e Portugal. 1894.
- O elemento português no Brasil. Rio de Janeiro 1902.
- A América Latina. Chardron, Porto 1906. (Enthält eine Analyse des gleichnamigen Werks von M. Bonfim).
- A pátria portugueza. O território e a raça. Clássica, Lisboa 1906. (Würdigung des gleichnamigen Werks von Theophilo Braga).

Anmerkung: Die Titel erschienen in der damaligen Schreibweise vor Rechtschreibreformen, z. B. litteratura statt literatura.